# Allium libani
Allium libani — вид трав'янистих рослин родини амарилісові (Amaryllidaceae), поширений у західній Азії.

## Поширення
Поширений у західній Азії — Ізраїль, Ліван, Сирія.
Населяє сухі кам'янисто-скелясті схили на висотах від 1600 до 2800 метрів — Ліванський хребет і г. Гермон.

## Загрози та охорона
Гірськолижні райони та військове будівництво можуть вплинути на населення навколо південної гори Гермон. Майбутній розвиток на Ліванському хребті вплине на вид.
Трапляється в охоронній зоні на південній горі Гермон. Популяція на горі Барук потрапляє до природного заповідника Шуф, а деякі популяції користуються захистом під природним заповідником Еден.